# Comahuesaurus
Comahuesaurus là một chi khủng long, được Carballido Salgado Pol Canudo & Garrido mô tả khoa học năm 2012.